# Aussprache des Tamil
Die Aussprache des Tamil unterscheidet sich recht stark vom Schriftbild, lässt sich aber nach bestimmten Regeln aus diesem ableiten. Die Tamil-Schrift ist weitgehend phonematisch, d. h., ein Graphem (Buchstabe) repräsentiert ein Phonem. Diese Phoneme haben aber zahlreiche positionsbedingte Allophone, d. h., sie werden abhängig von ihrer Stellung im Wort als unterschiedliche Laute realisiert. Daher erfordert die korrekte Aussprache eines geschriebenen Textes die Kenntnis der Phonologie des Tamil. Da Lehnwörter nicht den phonologischen Regeln des Tamil unterliegen, lässt sich ihre Aussprache nicht ohne weiteres aus dem Schriftbild schließen.
Die Aussprache des Tamil unterliegt regionalen Variationen. So beherrschen viele Sprecher nicht die prestigeträchtige Standardlautung des ழ் ḻ als [ɻ], sondern sprechen es als [j] (im Norden) oder als [ɭ] (im Süden) aus. Auch unterbleibt etwa in Sri Lanka die Jotierung von /e/ und /eː/ am Wortanfang.
Die genaue Aussprache des Tamil wird in der Fachliteratur teils unterschiedlich beschrieben. Beispielsweise wird die Aussprache des ழ் ḻ teils als Approximant [ɻ], teils als Frikativ [ʐ] angegeben. Die nachfolgenden Angaben beruhen im Wesentlichen auf Anton 1976. Kursiv ist die wissenschaftliche Transliteration, in eckigen Klammern die IPA-Lautschrift angegeben.

## Vokale
Die Allophonie bei den Vokalen ist weniger stark ausgeprägt als bei den Konsonanten. Die Phoneme /a/ und /u/ werden in unbetonter Position reduziert ausgesprochen. Die Phoneme /i/ und /e/ sowie ihre langen Entsprechungen /iː/ und /eː/ werden durch einen nachfolgenden retroflexen Konsonanten zentralisiert. Am Wortanfang erhalten /e/ und /eː/ einen [j]-Vorschlag (sogenannte Jotierung), in ähnlicher Weise geht manchen mit /ɔ/ anlautenden Wörtern ein [ʋ] voran.
| Zeichen | Zeichen | Aussprache | Aussprache                                                                                   | Beispiel                          |
| ------- | ------- | ---------- | -------------------------------------------------------------------------------------------- | --------------------------------- |
| அ       | a       | [a]        | im Anlaut und in der ersten Silbe wie dt. kurzes a                                           | அம்மா ammā [ˈamːaː] „Mutter“        |
| அ       | a       | [ʌ]        | in der zweiten Silbe, sofern diese geschlossen ist, sowie in der Endung -am wie in engl. but | மரம் maram [ˈmaɾʌm] „Baum“         |
| அ       | a       | [ə]        | in Endsilben und vor Morphemgrenzen als reduzierter „Murmelvokal“ ähnlich wie e in dt. bitte | அவன் avaṉ [ˈaʋən] „er“             |
| ஆ       | ā       | [aː]       | langes a                                                                                     | ஆம் ām [aːm] „ja“                  |
| இ       | i       | [i]        | kurzes geschlossenes i                                                                       | இந்த inta [ˈin̪d̪ə] „dieser“         |
| இ       | i       | [ɨ]        | vor retroflexen Konsonanten kurzes „dumpfes“ i                                               | கிணறு kiṇaṟu [ˈkɨɳərɯ] „Brunnen“    |
| ஈ       | ī       | [iː]       | langes geschlossenes i                                                                       | ஈ ī [iː] „Fliege“                 |
| ஈ       | ī       | [ɨː]       | vor retroflexen Konsonanten langes „dumpfes“ i                                               | வீடு vīṭu [ˈʋɨːɖɯ] „Haus“           |
| உ       | u       | [u]        | im An- und Inlaut kurzes geschlossenes u                                                     | உரம் uram [ˈuɾʌm] „Stärke“         |
| உ       | u       | [ɯ]        | im Auslaut reduziert und überkurz                                                            | நாடு nāṭu [ˈnaːɖɯ] „Land“           |
| ஊ       | ū       | [uː]       | langes geschlossenes u                                                                       | ஊர் ūr [uːɾ] „Ort“                 |
| எ       | e       | [e]        | kurzes e                                                                                     | மெல் mel [mel] „weich“              |
| எ       | e       | [je]       | im Anlaut mit j-Vorschlag                                                                    | என் eṉ [jen] „mein“                |
| எ       | e       | [ɘ]        | vor Retroflexen als kurzer „dumpfer“ e-Laut                                                  | பெண் peṇ [pɘɳ] „Mädchen“            |
| ஏ       | ē       | [eː]       | langes e                                                                                     | மேல் mēl [meːl] „auf“               |
| ஏ       | ē       | [jeː]      | im Anlaut mit j-Vorschlag                                                                    | ஏன் ēṉ [jeːn] „warum“              |
| ஏ       | ē       | [ɘː]       | vor Retroflexen als langer „dumpfer“ e-Laut                                                  | கேள் kēḷ [kɘːɭ] „fragen“            |
| ஐ       | ai      | [ai̯]       | ähnlich wie dt. Ei                                                                           | ஐந்து aintu [ˈai̯n̪d̪ɯ] „fünf“         |
| ஐ       | ai      | [ɛi̯]       | im Auslaut mehrsilbiger Wörter wie in engl. pay                                              | சிலுவை ciluvai [ˈsiluʋɛi̯] „Kreuz“    |
| ஒ       | o       | [ɔ]        | kurzes offenes o                                                                             | ஒரு oru [ˈɔɾɯ] „ein“               |
| ஒ       | o       | [ʋɔ]       | im Anlaut teils mit w-artigem Vorschlag                                                      | ஒன்று oṉṟu [ˈʋɔndrɯ] „eins“         |
| ஓ       | ō       | [oː]       | langes geschlossenes o                                                                       | ஓரம் ōram [ˈoːɾʌm] „Rand“          |
| ஔ       | au      | [au̯]       | ähnlich wie in dt. blau                                                                      | ஔடதம் auṭatam [ˈau̯ɖʌðʌm] „Medizin“ |

## Konsonanten
Bei den Konsonanten haben die Plosive (Verschlusslaute) eine große Zahl an Allophonen. Generell werden sie am Wortanfang und in Verdopplung stimmlos und nach Nasal und zwischen Vokalen stimmhaft gesprochen. Zwischen Vokalen tendieren sie außerdem dazu, als Frikative (Reibelaute) gesprochen zu werden.
Die Laute ந் /n̪/ und ன் /n/ kommen in komplementärer Verteilung vor und können deshalb als Allophone desselben Phonems angesehen werden. In der Aussprache wird zwischen ihnen ebenso wie zwischen ர் /ɾ/ und ற் /r/, die bei genauer Aussprache kontrastieren können, oft nicht unterschieden. Es ist aber zu beachten, dass der alveolare Laut ற் /r/ in Verdopplung als [tːr] und nach Nasal als [dr] gesprochen wird. Der aus dem Alt-Tamil stammende Laut ஃ /h/ (āytam) ist in der modernen Sprache sehr selten.
| Zeichen | Zeichen | Aussprache | Aussprache | Beispiel                                                              |
| ------- | ------- | ---------- | --- | --------------------------------------------------------------------- |
| க்       | k       | [k]        | im Anlaut und in Verdopplung stimmlos wie dt. k                                                                                 | கால் kāl [kaːl] „Fuß“, பக்கம் pakkam [ˈpakːʌm] „Seite“                    |
| க்       | k       | [ɡ]        | nach Nasalen stimmhaft wie dt. g                                                                                                | நாங்கள் nāṅkaḷ [ˈn̪aːŋɡəɭ] „wir“                                          |
| க்       | k       | [x]        | zwischen Vokalen in Umgebung von Mittel- und Hintervokalen wie ch in dt. ach                                                    | போகும் pōkum [ˈpoːxum] „es wird gehen“                                   |
| க்       | k       | [ɣ]        | zwischen Vokalen in Umgebung von Vordervokalen als stimmhafter Reibelaut                                                        | செய்கிறேன் ceykiṟēṉ [ˈsejɣireːn] „ich mache“                               |
| ங்       | ṅ       | [ŋ]        | wie ng in dt. eng | இங்கே iṅkē [ˈiŋɡeː] „hier“                                              |
| ச்       | c       | [s]        | am Anlaut und zwischen Vokalen stimmloses s                                                                                     | சோறு cōṟu [ˈsoːrɯ] „gekochter Reis“, பசி paci [ˈpasi] „Hunger“           |
| ச்       | c       | [ʧ]        | in Verdopplung wie dt. tsch | பேச்சு pēccu [ˈpeːʧɯ] „Rede“                                             |
| ச்       | c       | [ʒ]        | nach Nasal wie j in Journalist                                                                                                  | கொஞ்சம் koñcam [ˈkɔɲʒʌm] „ein bisschen“                                  |
| ஞ்       | ñ       | [ɲ]        | wie gn in Champagner | பஞ்சு pañcu [ˈpaɲʒɯ] „Baumwolle“, ஞாபகம் ñāpakam [ˈɲaːbəxʌm] „Erinnerung“ |
| ட்       | ṭ       | [ʈ]        | im Anlaut (nur bei Lehnwörtern) und in Verdopplung als stimmloses retroflexes (mit zurückgebogener Zungenspitze gesprochenes) t | டீ ṭī [ʈiː] „Tee“, கட்டு kaṭṭu [ˈkaʈːɯ] „binden“                         |
| ட்       | ṭ       | [ɖ]        | nach Nasal und zwischen Vokalen als stimmhaftes retroflexes (mit zurückgebogener Zungenspitze gesprochenes) d                   | ஆண்டு āṇṭu [ˈaːɳɖɯ] „Jahr“, படம் paṭam [ˈpaɖʌm] „Bild“                   |
| ண்       | ṇ       | [ɳ]        | retroflexes (mit zurückgebogener Zungenspitze gesprochenes) n                                                                   | பணம் paṇam [ˈpaɳʌm] „Geld“                                             |
| த்       | t       | [t̪]        | im Anlaut und in Verdopplung als stimmloses dentales (mit der Zunge an den Zähnen gesprochenes) t                               | தாய் tāy [t̪aːj] „Mutter“, சத்தம் cattam [ˈsat̪ːʌm] „Krach“                 |
| த்       | t       | [d̪]        | nach Nasal als stimmhaftes dentales (mit der Zunge an den Zähnen gesprochenes) d                                                | அந்த anta [ˈan̪d̪ə] „jener“                                              |
| த்       | t       | [ð]        | zwischen Vokalen ähnlich th in engl. the                                                                                        | மாதம் mātam [ˈmaːðʌm] „Monat“                                           |
| ந்       | n       | [n̪]        | dentales (mit der Zunge an den Zähnen gesprochenes) n                                                                           | நான் nāṉ [n̪aːn] „ich“                                                   |
| ப்       | p       | [p]        | im Anlaut und in Verdopplung stimmlos wie dt. p                                                                                 | பல் pal [pal] „Zahn“, உப்பு uppu [ˈupːɯ] „Salz“                          |
| ப்       | p       | [b]        | nach Nasal stimmhaft wie dt. b                                                                                                  | பாம்பு pāmpu [paːmbɯ] „Schlange“                                         |
| ப்       | p       | [β]        | zwischen Vokalen als stimmhafter Reibelaut                                                                                      | தீபம் tīpam [ˈt̪iːβʌm] „Lampe“                                           |
| ம்       | m       | [m]        | wie dt. m | மீன் mīṉ [miːn] „Fisch“                                                 |
| ய்       | y       | [j]        | wie dt. j | யார் yār [jaːɾ] „wer“                                                   |
| ர்       | r       | [ɾ]        | „gerolltes“ r mit einem Zungenschlag                                                                                            | அரை arai [ˈaɾai̯] „Hälfte“                                              |
| ல்       | l       | [l]        | wie dt. l | காலம் kālam [ˈkaːlʌm] „Zeit“                                            |
| வ்       | v       | [ʋ]        | ähnlich wie dt. w | வானம் vānam [ˈʋaːnʌm] „Himmel“                                          |
| ழ்       | ḻ       | [ɻ]        | ein retroflexer (mit zurückgebogener Zunge gesprochener) Nähelaut, lautlich etwa zwischen stimmhaftem sch, l und r              | வழி vaḻi [ˈʋaɻi] „Weg“                                                 |
| ள்       | ḷ       | [ɭ]        | retroflexes (mit zurückgebogener Zunge gesprochenes) l                                                                          | நீளம் nīḷam [ˈn̪ɨːɭʌm] „Länge“                                           |
| ற்       | ṟ       | [r]        | zwischen Vokalen als „gerolltes“ r mit mehreren Zungenschlägen                                                                  | அறை aṟai [ˈarai̯] „Zimmer“                                              |
| ற்       | ṟ       | [tːr]      | in Verdopplung als Verbindung aus stimmlosem alveolarem (mit der Zunge am Zahndamm gesprochenem) t und r                        | காற்று kāṟṟu [ˈkaːtːrɯ] „Wind“                                           |
| ற்       | ṟ       | [dr]       | nach Nasal als Verbindung aus stimmhaftem alveolarem (mit der Zunge am Zahndamm gesprochenem) d und r                           | பன்றி paṉṟi [ˈpandri] „Schwein“                                         |
| ன்       | ṉ       | [n]        | alveolares (mit der Zunge am Zahndamm gesprochenes) n                                                                           | பூனை pūṉai [ˈpuːnai̯] „Katze“                                            |
| ஜ்       | j       | [ʤ]        | wie dsch in dt. Dschungel | ஜாதி jāti [ˈʤaːði] „Kaste“                                              |
| ஷ்       | ṣ       | [ʂ]        | retroflexes (mit zurückgebogener Zungenspitze gesprochenes) sch                                                                 | கஷ்டம் kaṣṭam [ˈkaʂʈʌm] „Schwierigkeit“                                 |
| ஸ்       | s       | [s]        | stimmloses s | புஸ்தகம் pustakam [ˈpustʌxʌm]                                            |
| ஹ்       | h       | [ɦ]        | stimmhaftes h | ஹஜி haji [ˈɦaʤi] „Mekka-Pilger“                                        |
| ஃ       | ḵ       | [h]        | wie deutsches h, aber auch vor Konsonant deutlich ausgesprochen                                                                 | அஃறிணை aḵriṇai [ˈahrɨɳɛi̯] „(grammatikalische) Niederklasse, Neutrum“    |

## Lehnwörter
Das Tamil hat eine große Zahl von Lehnwörtern insbesondere aus dem Sanskrit und dem Englischen übernommen. Diese entsprechen oft nicht den Regeln der tamilischen Phonologie, so können in ihnen stimmhafte Plosive am Wortanfang (z. B. [bas] „Bus“, von englisch bus) oder Laute, die in echten Tamil-Wörtern nicht vorhanden sind, (z. B. [ˈkaːfi] „Kaffee“, von englisch coffee) vorkommen. Da für diese Laute keine Entsprechungen in der Tamil-Schrift vorhanden sind, wird பஸ் pas und காப்பி kāppi geschrieben. Zumindest gebildetere Sprecher bemühen sich aber, solche Lehnwörter möglichst nah an ihrer Lautung in der Ausgangssprache auszusprechen. In diesem Fall ist die Aussprache also nicht aus dem Schriftbild ersichtlich. Andererseits ersetzen manche Sprecher die fremden Laute durch die entsprechenden tamilischen Laute, so dass die Aussprache von Fremdwörtern keineswegs einheitlich ist.